# Isokatu (Oulu)
Pour les articles homonymes, voir Isokatu.
Isokatu (français : Grand rue) est une des rues principales du centre-ville d'Oulu en Finlande,. 

## Présentation
Isokatu est l'une des principales voies de circulation du centre-ville d'Oulu. 
Orientée presque nord-sud, elle part du quartier de Myllytulli, en passant par les quartiers de Pokkinen, Vanhatulli et Leveri, pour se terminer dans le quartier de Nuottasaari.
La longueur de la rue est d'environ 2,25 kilomètres et elle est principalement recouverte d'asphalte, et une partie de la rue est pavée.
La rue part de l'aire de stationnement du centre sportif d'Heinäpää près de la salle de sport Hukka et continue tout droit vers le nord-est.
Ses carrefours transversaux les plus importants et les plus encombrés sont les intersections de Puistokatu, Saaristonkatu, Kajaaninkatu et Linnankatu, qui tous des feux de circulation.
La section nommée Isokatu se termine à Myllytulli à la jonction de Mannenkatu et Valjastehtaankatu, d'où la voie de circulation continue sous le nom de Kasarmintie en suivant la rive sud du fleuve Oulujoki jusqu'au pont d'Erkkola.
La partie d'Isokatu entre Saaristonkatu et Linnankatu a déjà été utilisée comme voie de circulation pour le trafic de bus en direction du nord à travers le centre-ville. 
Cependant, les transports en commun ont été déplacés vers Torikatu, qui a été transformée en rue de transports en commun, le 22 septembre 2007. La section d'Isokatu entre Saaristonkatu et Pakkahuoneenkatu est devenu une rue piétonne en 2016.

## Galerie

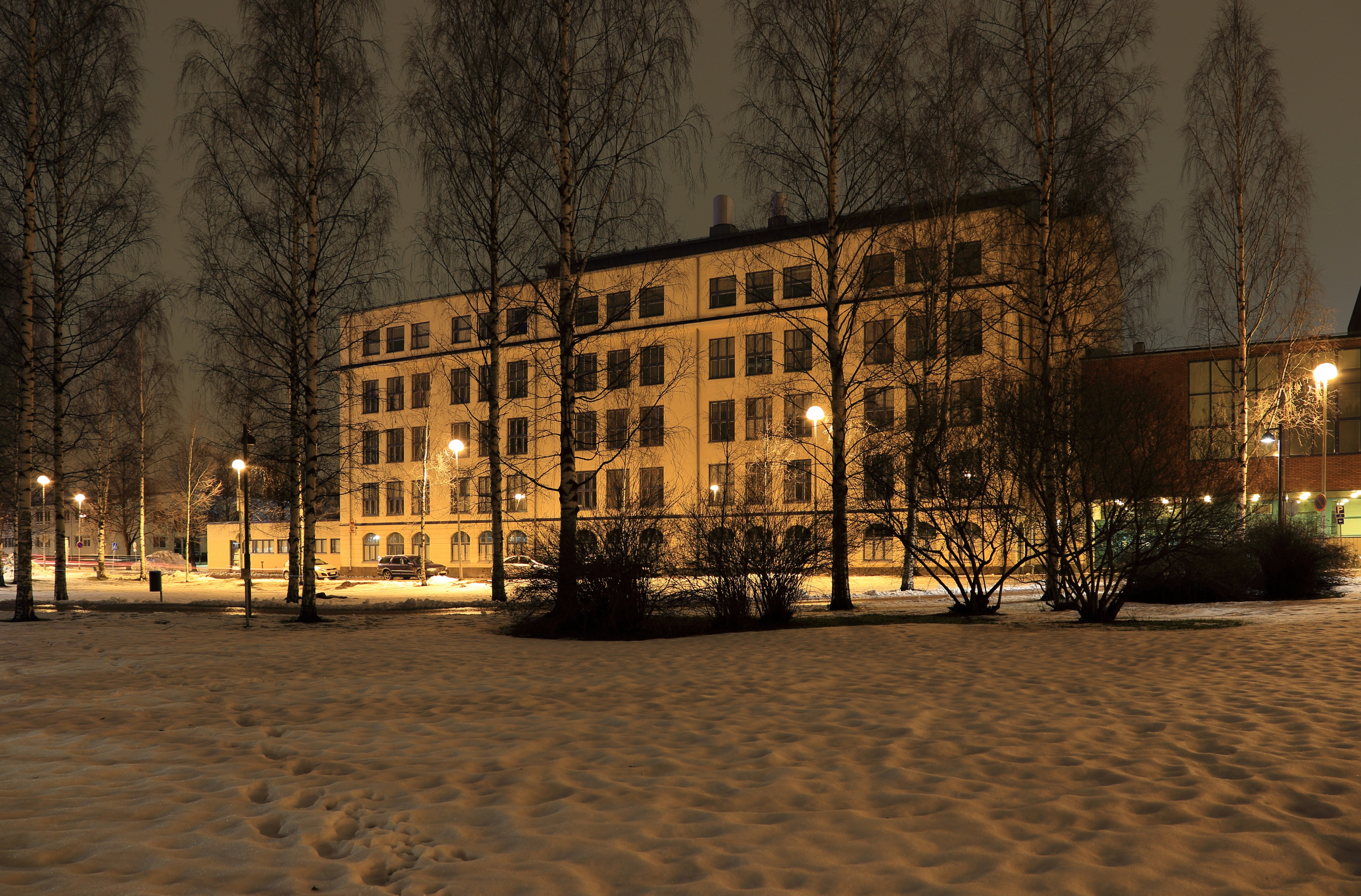
Isokatu 1.
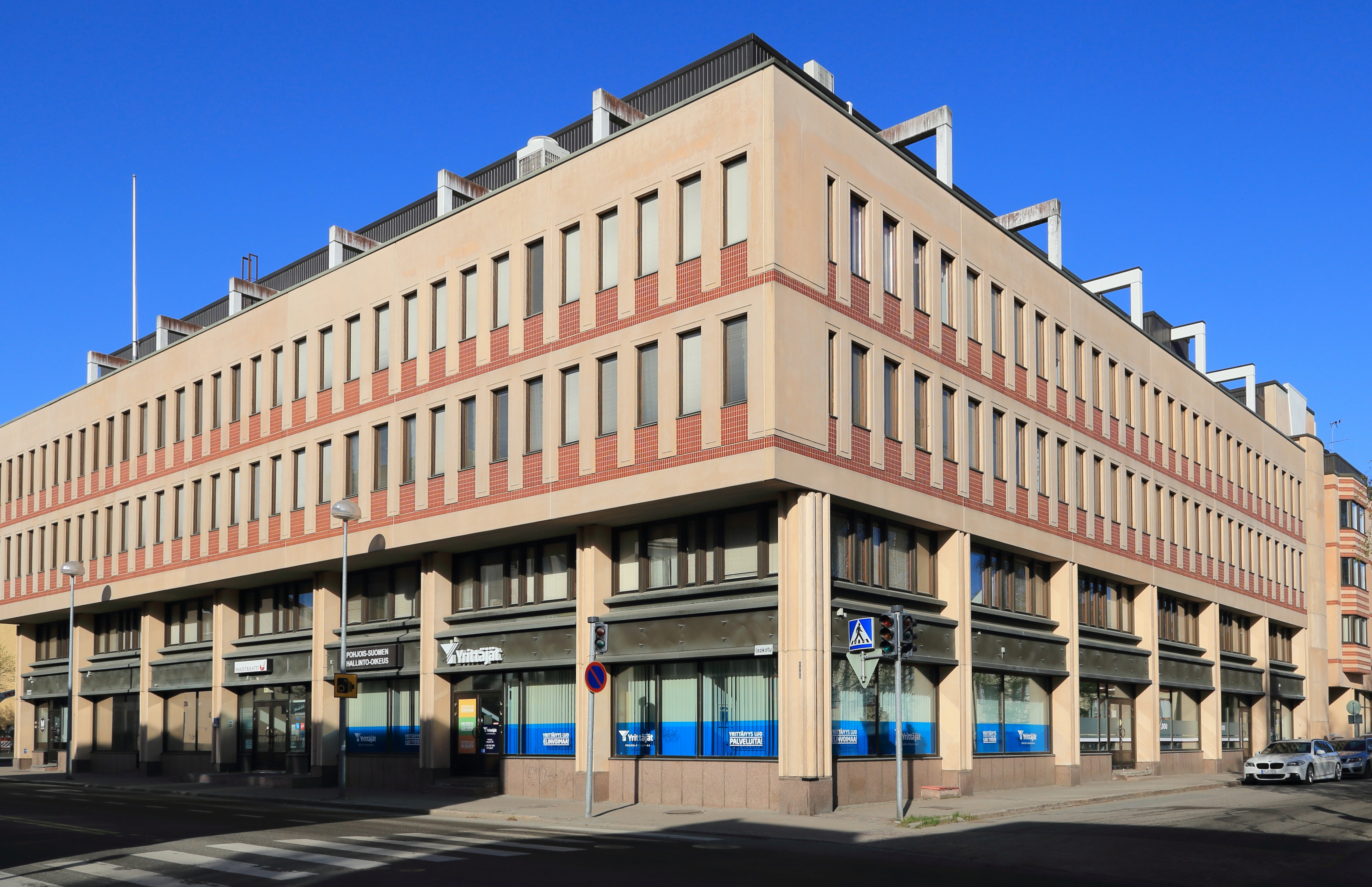
Isokatu 4.
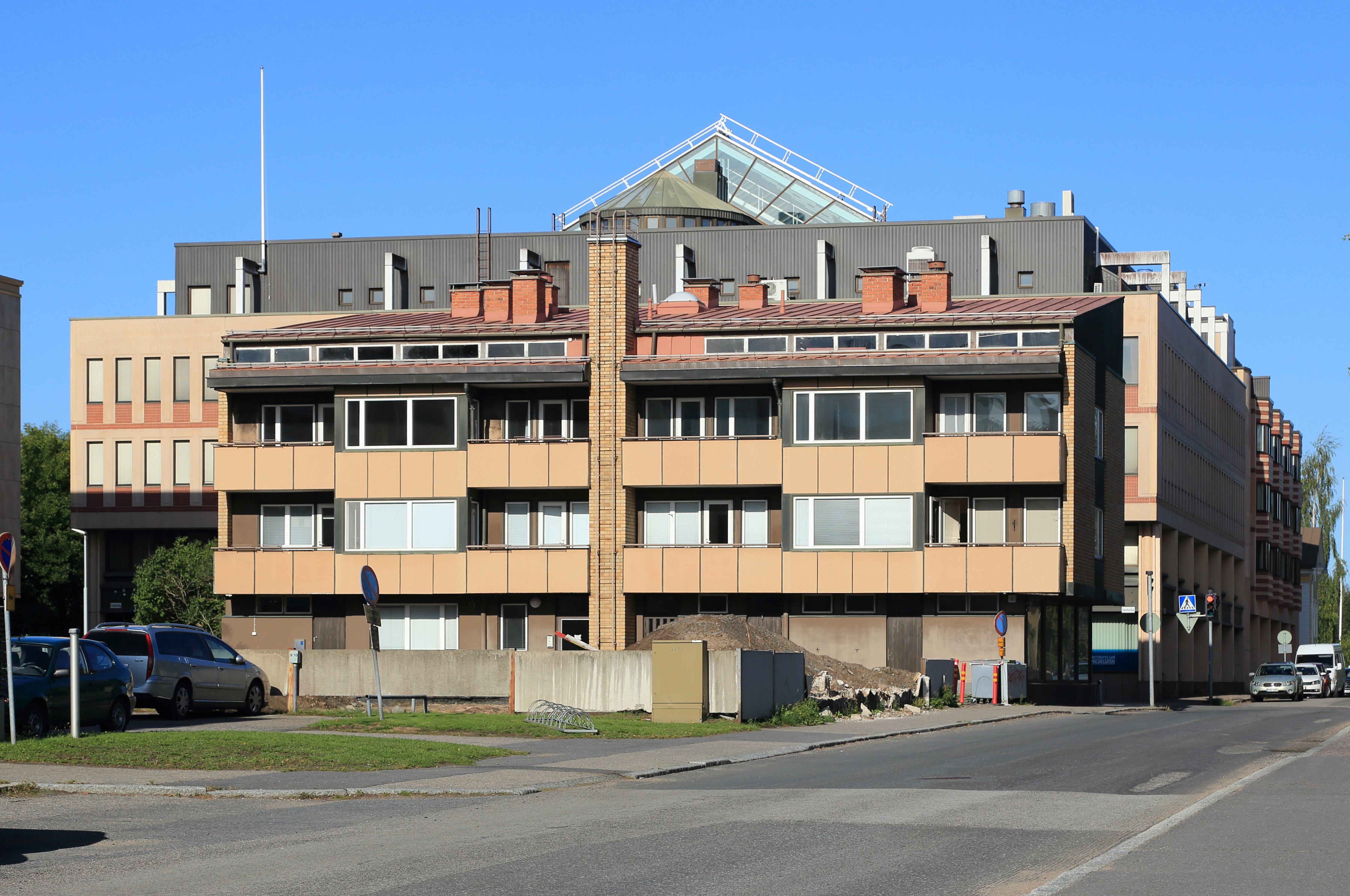
Isokatu 5.
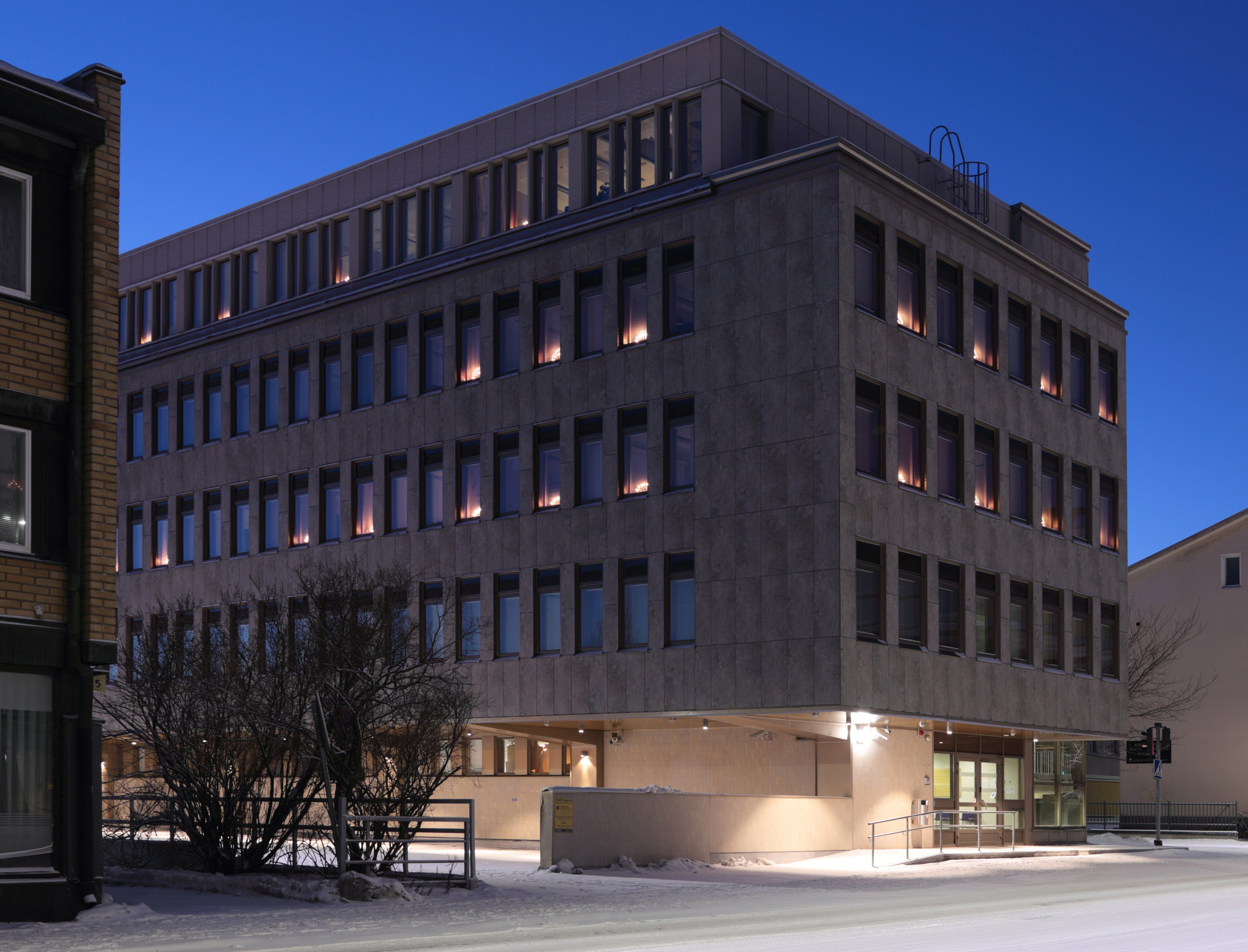
Isokatu  9.
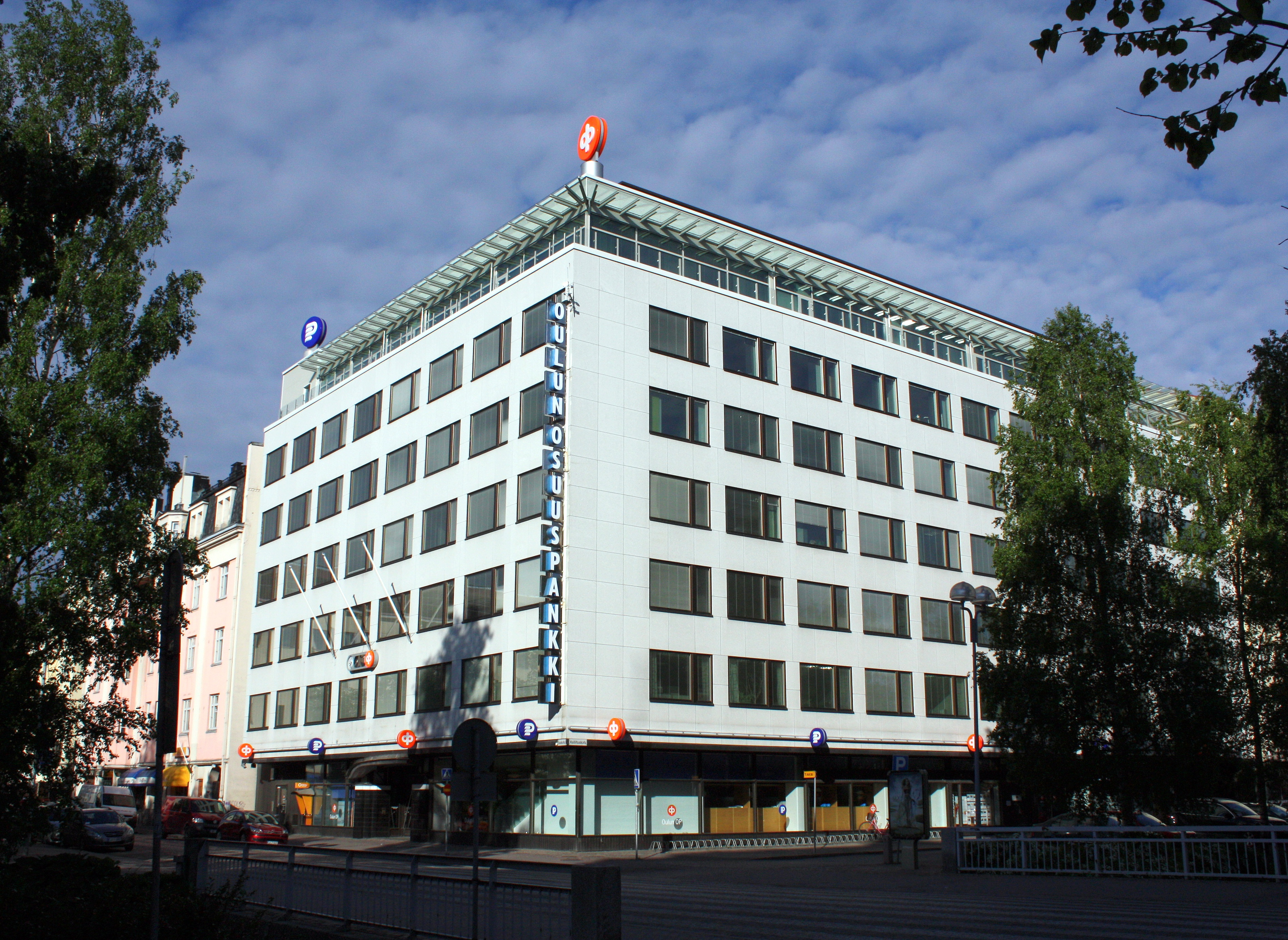
Isokatu 14.
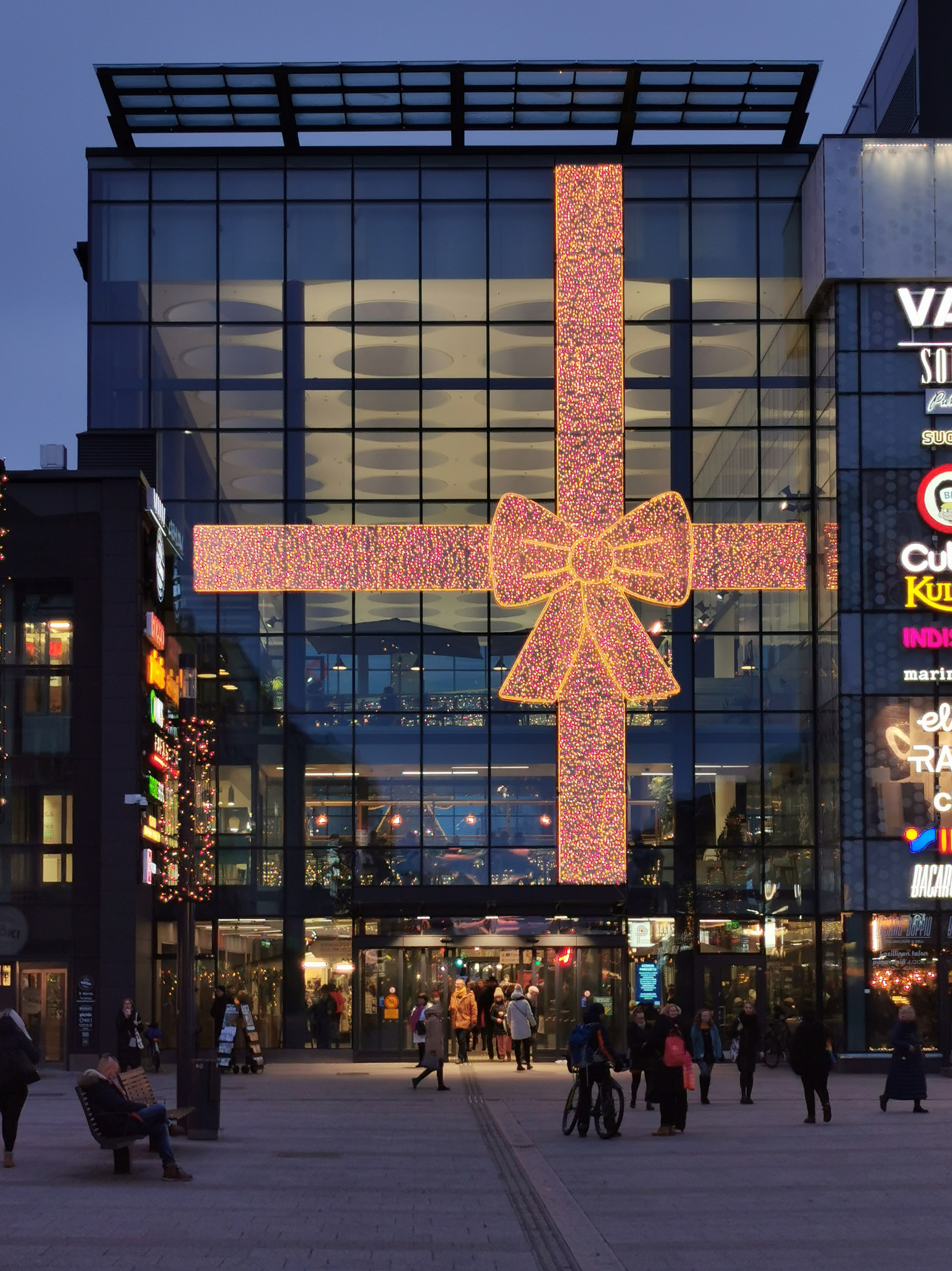
Isokatu 25.
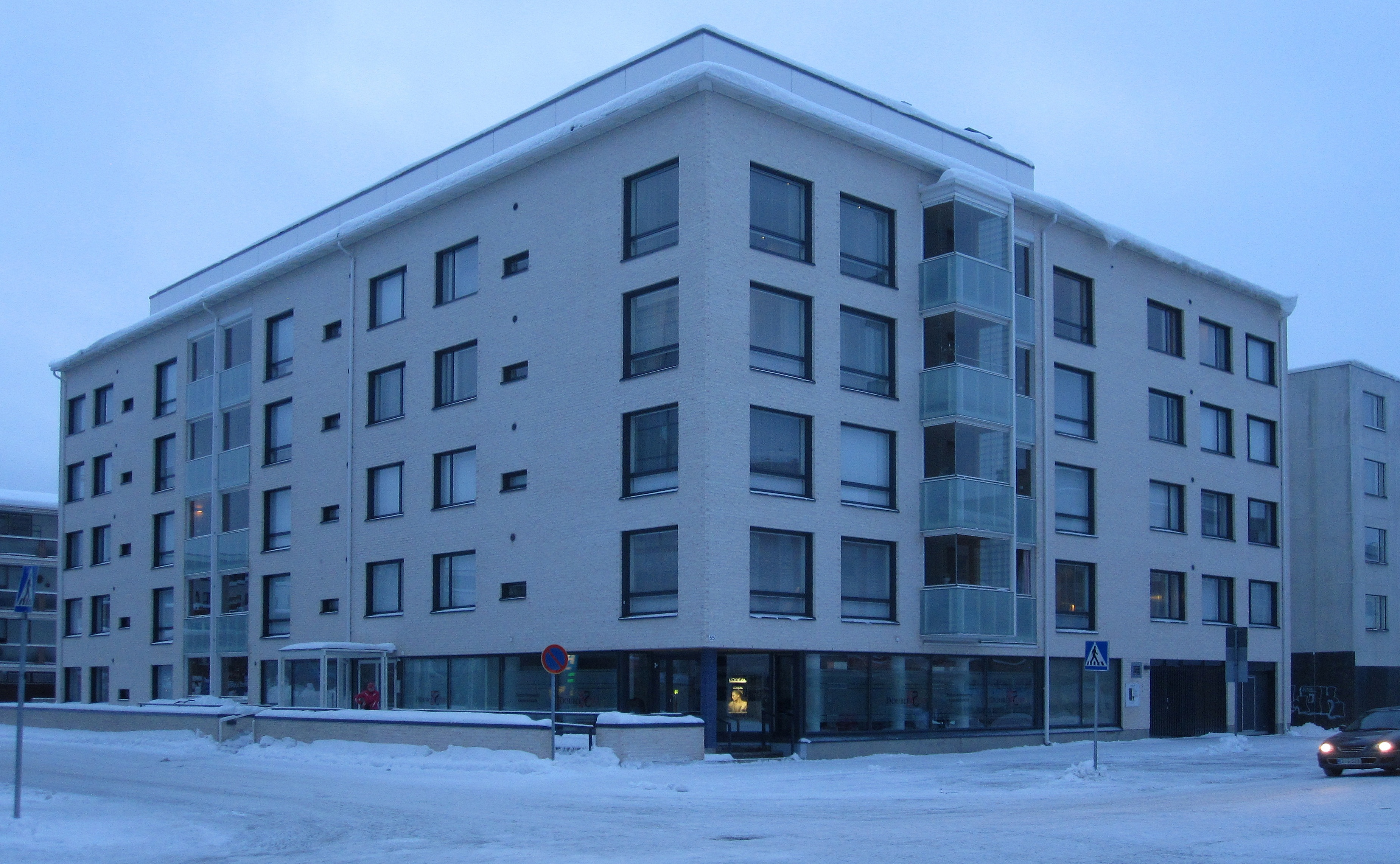
Isokatu 55.
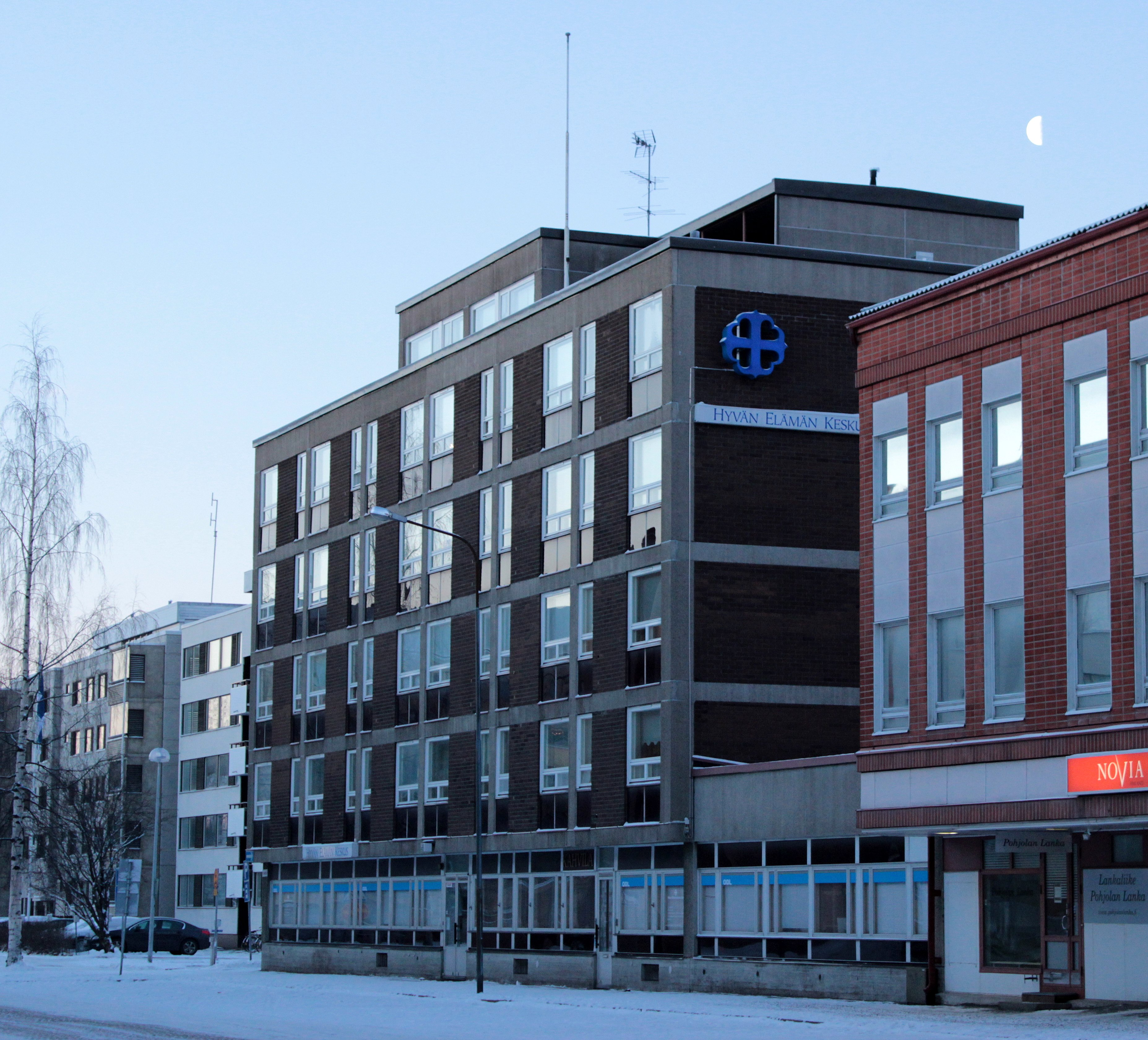
Isokatu 60.
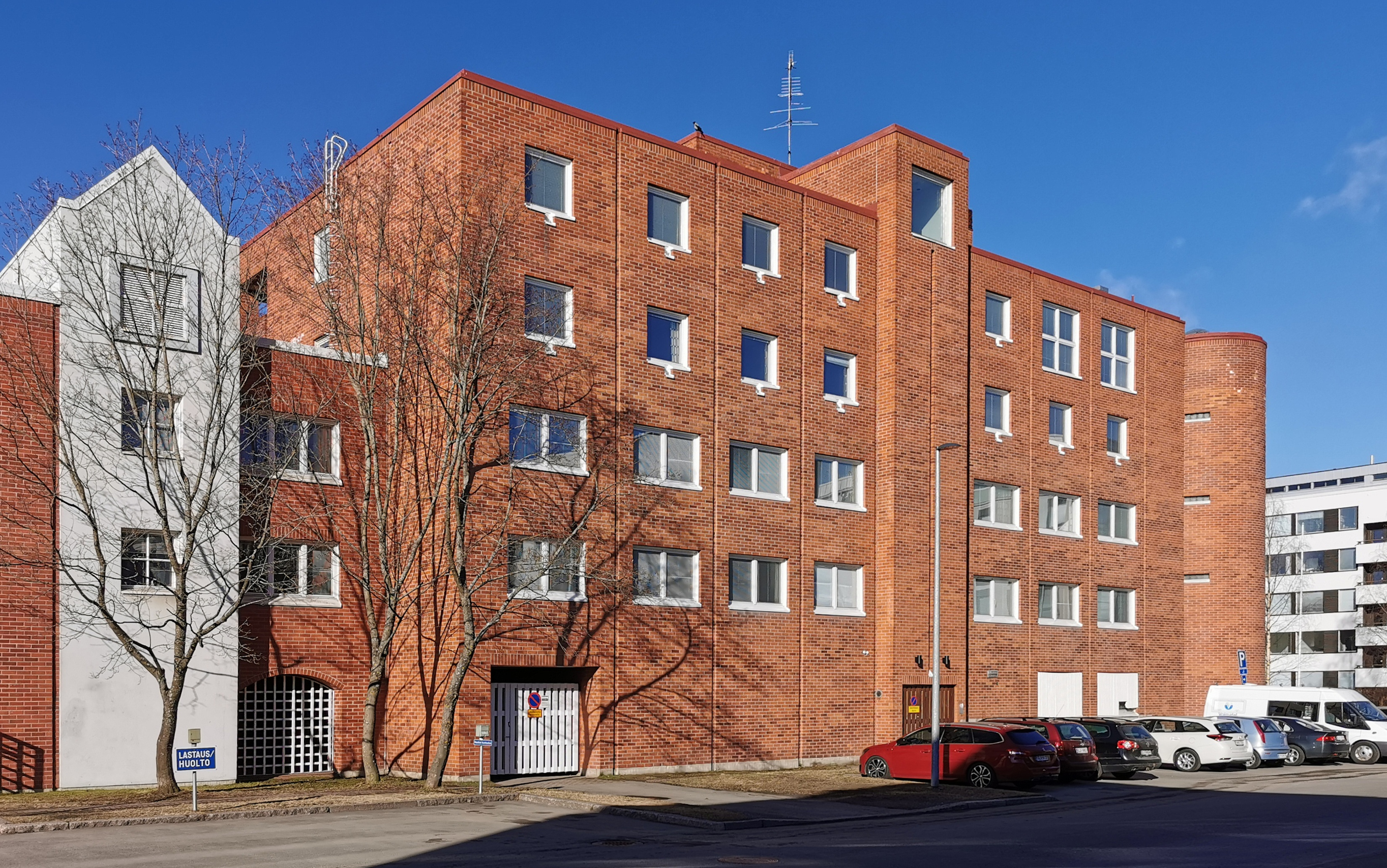
Isokatu 63.
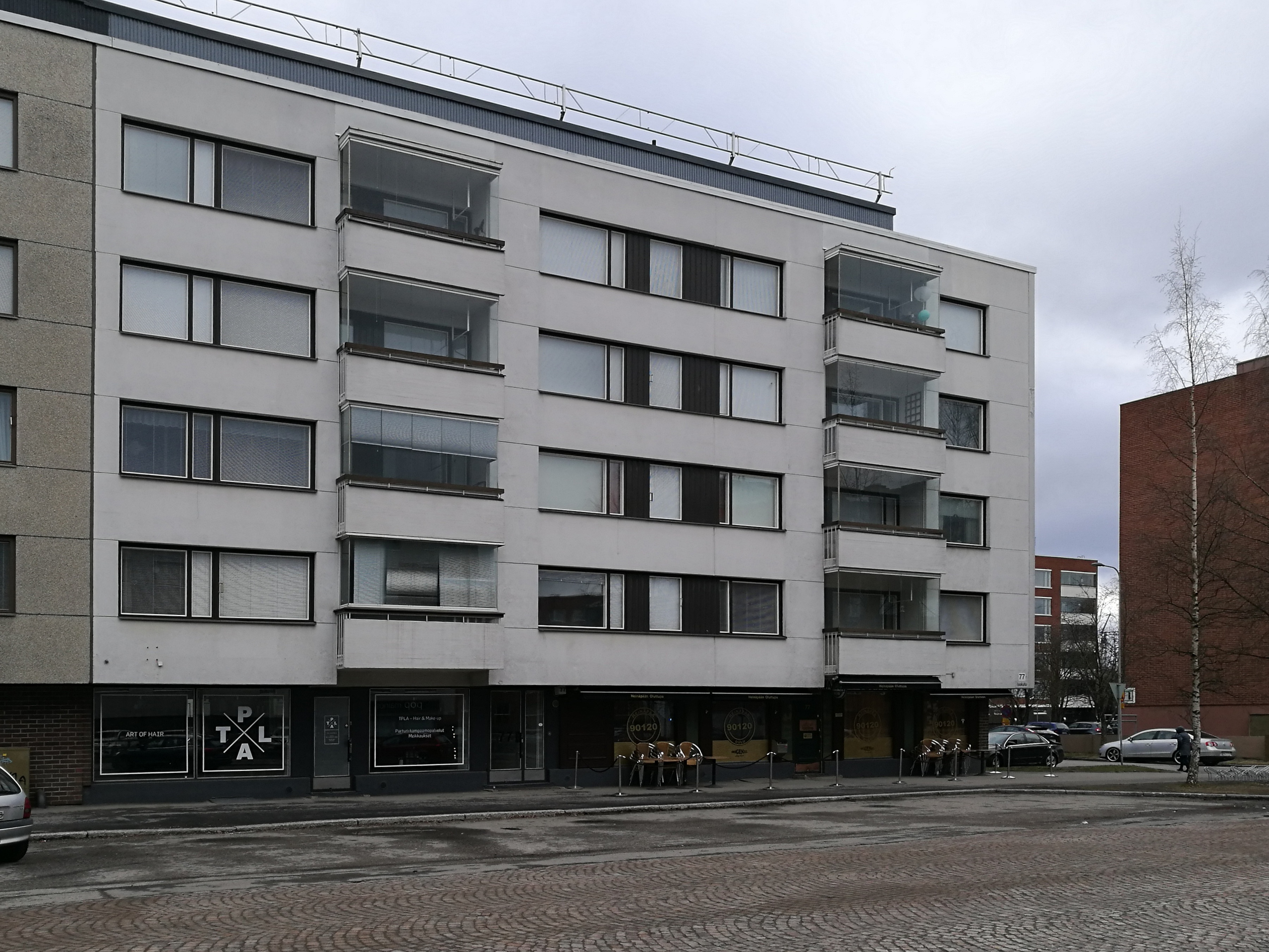
Isokatu 77.
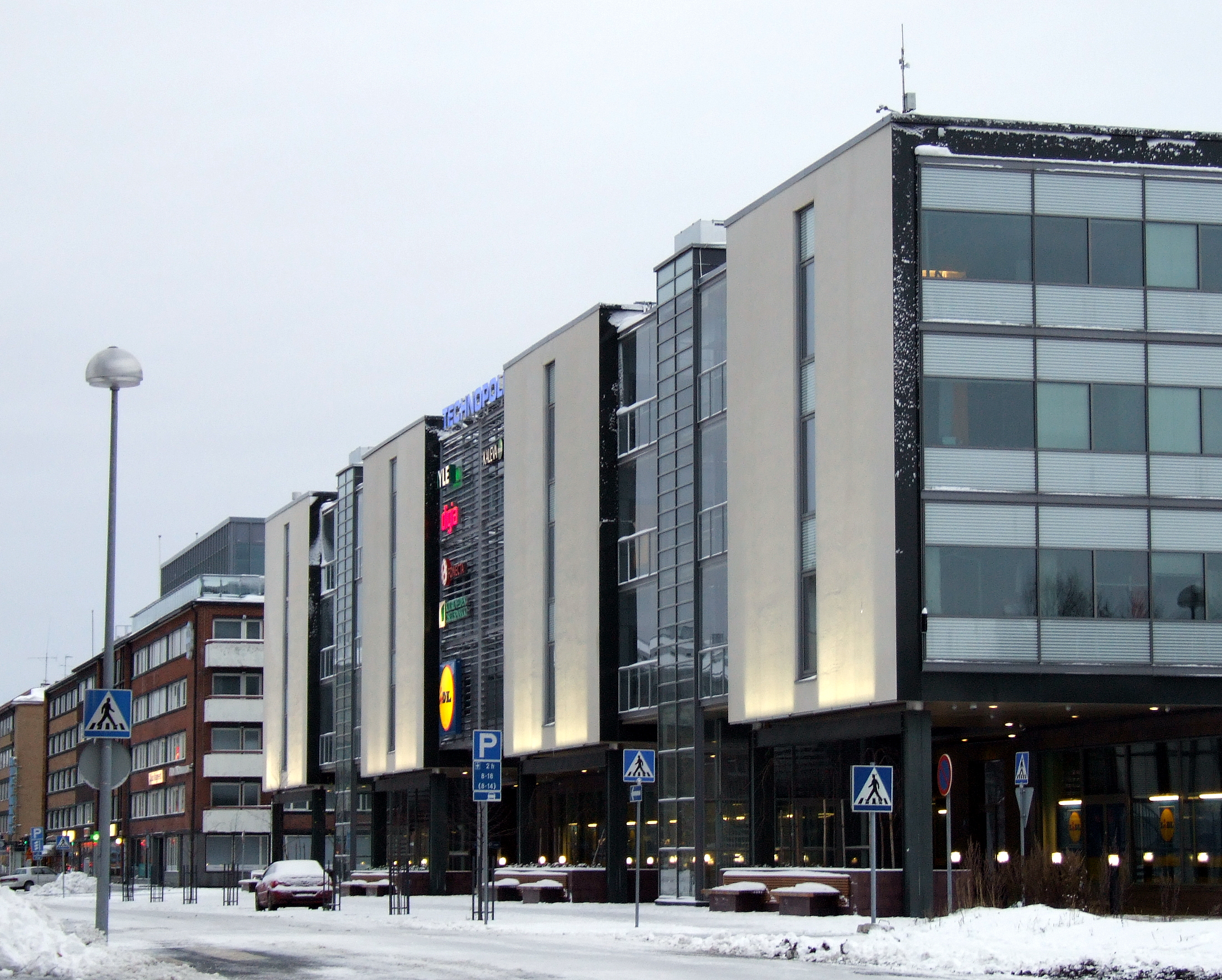
Isokatu 35[3].